# Джалабек
40°45′0″ пн. ш. 72°18′46″ сх. д. / 40.75000° пн. ш. 72.31278° сх. д.
Джалабек (до 27 жовтня 1994 року — Комінтерн; узб. Жалабек, Jalabek) — міське селище в Узбекистані, в Алтинкульському районі Андижанської області.
Розташоване у Ферганській долині, за 4 км на захід від залізничної станції Андижан-1. Південно-західне передмістя Андижана. Поблизу Джалабека розташований аеропорт «Андижан».
Населення 1,1 тис. мешканців (1990). Статус міського селища з 2009 року.